# دستي هيل
دستي هيل (بالإنجليزية: Dusty Hill)‏ هو مغني وموسيقي أمريكي، ولد في 19 مايو 1949 في دالاس في الولايات المتحدة.

## وصلات خارجية
- دستي هيل على موقع IMDb (الإنجليزية)
- دستي هيل على موقع الموسوعة البريطانية (الإنجليزية)
- دستي هيل على موقع ميوزك برينز (الإنجليزية)
- دستي هيل على موقع إن إن دي بي (الإنجليزية)
- دستي هيل على موقع أول ميوزيك (الإنجليزية)
- دستي هيل على موقع ديسكوغز (الإنجليزية)
- دستي هيل على موقع قاعدة بيانات الفيلم (الإنجليزية)